# Asociación de Bibliotecas de Japón
La Asociación de Bibliotecas de Japón (日本図書館協会 Nihon Toshokan Kyōkai?, también conocido como Japan Library Association o por sus siglas en inglés JLA) es una organización profesional de bibliotecarios en Japón, cuyo propósito es la promoción de las bibliotecas y la educación en bibliotecología en todo Japón. Es miembro de la Federación Internacional de Asociaciones de Bibliotecarios y Bibliotecas.

## Historia
La Asociación de Bibliotecas de Japón se fundó en 1892 con el nombre Nihon Bunko Kyōkai. En 1907 cambió de nombre a Nihon Toshokan Kyōkai. El fundador de la Asociación fue Inagi Tanaka, a imagen y semejanza de la Asociación de Bibliotecas de Estados Unidos y la Asociación de Bibliotecas en el Reino Unido, fundadas en 1876 y 1877, respectivamente. En 1906 se celebró la primera conferencia anual de Asociaciones de Bibliotecas de todo Japón, y la Asociación comenzó a publicar Toshokan Zasshi (Revista Biblioteca) un año después en 1907. En 1929 se convirtió en miembro de la Federación Internacional de Asociaciones de Bibliotecarios y Bibliotecas. En 1930 cambio su tipo a una Asociación Incorporada y comenzó a relacionarse con el Ministerio de Educación.
Durante la ocupación de Japón después de la Segunda Guerra Mundial, el parlamento japonés aprobó una ley para hacer que las bibliotecas japonesas funcionasen de forma análoga a las estadounidenses, haciéndolas de acceso gratuito y financiadas mediante impuestos. La organización creó e implementó el Sistema de Clasificación Decimal Nippon, las Normas de Catalogación Nippon y los Encabezamientos de Materias Básicas. También realizaron una declaración sobre la libertad intelectual en 1954.

## Organización
La Asociación de Bibliotecas de Japón se organiza en seis secciones que comprenden a diferentes tipos de bibliotecas, entre ellas, las bibliotecas escolares, públicas, especializadas y universitarias. También cuenta con una sección para la educación en bibliotecología. La Asociación además cuenta con 29 comités que tratan de diferentes temáticas como la libertad intelectual,  los servicios a los discapacitados y la propiedad intelectual.
Los miembros eligen a los consejeros, que integran el órgano de decisión de la organización. La Asamblea de Consejeros elige al Junta Directiva, que gestiona la organización. El presidente de la Junta Directiva es el portavoz oficial de la organización.

## Actividades

### Conferencias
La conferencia de toda la  Asociación de Bibliotecas de Japón se celebra anualmente en octubre. La sede es en una ciudad diferente cada año. Además, durante todo el año se celebran también muchos simposios y otras conferencias.

### Premios
Desde 1985, la Asociación de Bibliotecas de Japón entrega anualmente el Premio Arquitectura de Bibliotecas.